# طريق الانتقام (فلم)
طريق الانتقام هو فيلم مصري عرض عام 1972، بطولة فريد شوقي وسهير المرشدي، ومن إخراج أمين الحكيم.

## قصة الفيلم
يستعد سليم ضابط البوليس لإتمام زفافه من ابنة عمه سلمى الطبيبة في إحدى المناطق البدائية، يقوم أحد أفراد القبائل بالاعتداء على سلمى. تحوم الشبهات حول قاسم من أبناء تلك القبيلة. يحاول فواز ابن عم سلمى أن يأخذ بالثأر من قاسم بينما يرى سليم ضابط البوليس أنه لا بد وأن تأخذ التحقيقات مجراها.

## طاقم التمثيل
- فريد شوقي: (سليم)
- سهير المرشدي: (سلمى)
- حمدي غيث: (قاسم)
- عبد العليم خطاب: (فواز)
- ناهد سمير: (والدة سلمى)
- عبد العظيم عبد الحق: (نواف)
- عبد المحسن سليم: (طلحاوي - والد سليم)
- محمود السباع: (جسام - شقيق قاسم)
- محمد صبيح: (علي البهنساوي)
- محمد طه: (غناء)
- حسين عسر: (من رجال القبيلة)
- مرسي الحطاب: (من رجال القبيلة)
- حسن الدويني: (من رجال القبيلة)

## فريق العمل
- إخراج: أمين الحكيم
- تأليف: عبد الحي أديب
- مدير التصوير: محمد عمارة
- مونتاج: كمال أبو العلا
- إنتاج: أفلام فريد شوقي
- توزيع داخلي: أفلام فريد شوقي
- توزيع خارجي: وكالة الجاعوني